# Joachim Helbig
Joachim Helbig (Dahlen, 10 settembre 1915 – Malente, 5 ottobre 1985) è stato un militare e aviatore tedesco, che tra il 1938 e il 1945 prestò ininterrottamente servizio presso il Lehrgeschwader 1, e di cui fu anche comandante.
Durante il corso della seconda guerra mondiale ha partecipato alla campagna di Polonia, all'operazione Weserübung, alla battaglia di Francia, alla battaglia d'Inghilterra, all'operazione Marita, alla battaglia di Creta, alla campagna del Nordafrica, alla battaglia del Mediterraneo, allo sbarco a Salerno, all'operazione Overlord, e alle operazioni di contrasto all'invasione alleata della Germania. Citato due volte nel Wehrmachtbericht, il 13 maggio 1942 e il 28 maggio 1944 e decorato con la Croce di Cavaliere della Croce di Ferro con spade e fronde di Quercia, con la Croce di Ferro di prima classe, e con la Medaglia d'argento al valor militare italiana. Promosso oberstleutnant a partire dal marzo 1943 ricoprì l'incarico di General der Kampfflieger (comandante dei bombardieri), sostituendo il generalmajor Dietrich Peltz, ma entrato in contrasto con i suoi superiori, inclusi i feldmarescialli von Richthofen e Kesselring, chiese espressamente al Reichsmarschall Hermann Göring, di ritornare al suo reparto, cosa che avvenne il 14 agosto con il ruolo di Geschwaderkommodore (comandante di stormo). Il 30 aprile 1945 fu protagonista di un estremo tentativo di raggiungere Berlino per evacuare via aerea il Führer, Eva Braun, a tutta la famiglia del ministro Goebbels, cosa che doveva essere fatta atterrando con dei Fieseler Fi 156 Storch nel piazzale della stazione di Berlino-Wannsee, ma a causa dell'intensissimo fuoco contraereo sovietico dovette rinunciare e ritornare alla base di partenza.

## Biografia
Nacque a Dahlen, in Sassonia, il 10 settembre 1915. Si arruolò volontario per prestare servizio militare nella Wehrmacht il 1 aprile 1935, assegnato al 4º Reggimento artiglieria di Dresda. Nell'autunno del 1936, si trasferì in servizio presso la Luftwaffe iniziando a frequentare la Scuola di bombardamento aereo di Lechfeld. Dopo aver completato la sua formazione come osservatore e mitragliere d'aeroplano il 20 aprile 1937, fu inviato a prestare servizio in qualità di osservatore presso la III Gruppe del Kampfgeschwader 152 (KG 152) a Schwerin.
All'inizio della seconda guerra mondiale, nel settembre del 1939, aveva il grado di sottotenente  e prestava servizio come osservatore su un aereo da ricognizione Heinkel He 111 della II Gruppe del Lehrgeschwader 1 (II./LG 1) dal 1938. Prese parte all'invasione della Polonia, al termine della quale fu decorato con la Croce di Ferro di seconda classe, e poi a missioni contro le navi della Home Fleet britannica. Nell'aprile 1940 partecipò all'invasione della Norvegia (operazione Weserübung), con la II. Gruppe che eseguì missioni di sostegno alle forze terrestri tedesche in particolare nell'area di Narvik. Durante una di queste missioni, il 2 maggio, la sua unità affondò la nave ospedale norvegese SS Dronning Maud con gravi perdite umane. Dopo l'attacco alla Dronning Maud, gli aerei tedeschi bombardarono il vicino villaggio di Gratangen, distruggendo diverse case e uccidendo due civili. Poco dopo la II/.LG.1 ritornò in Germania.
Durante il corso della battaglia di Francia, scatenata il 10 maggio, verso la fine di quel mese assunse il comando della 4. Staffel della II./LG 1, volando a bordo sia dei bombardieri He 111 che degli Junkers Ju 88, e mantenendo tale incarico fino al 5 novembre 1941. Mentre attaccava un trasporto marittimo durante la battaglia di Dunkerque il 1 giugno, il suo Ju 88 fu intercettato da 4 caccia Supermarine Spitfire del No.616 RAF Squadron che danneggiarono l'aereo, ed egli rimase leggermente ferito. Nonostante tutto riuscì a riportare il velivolo alla base, e per questo fu insignito della Croce di Ferro di prima classe.
In seguito alla capitolazione della Francia fu promosso hauptmann nel mese di luglio, e la sua unità rimase in territorio francese per partecipare alla successiva battaglia d'Inghilterra. Il 15 agosto 1940 (Adlertag) decollò da Orléans al comando di sette Ju 88, per colpire, insieme ad altre unità da bombardamento e caccia, il loro obiettivo principale, costituito dell'aeroporto di Worthy Down, a sud-est di Southampton.
I bombardieri tedeschi furono intercettati dai caccia britannici e la missione fu molto costosa per la 4. Staffel, in quanto oltre la metà dei suoi bombardieri vennero abbattuti dagli inglesi o furono demoliti a causa dei gravi danni riportati dopo l'atterraggio. Egli fu costretto a sganciare le sue bombe prima di raggiungere l'obiettivo, e a invertire la rotta per ritornare alla base, volando con un solo motore e con dei membri dell'equipaggio feriti a bordo.  Durante il combattimento egli riferì che il suo Ju 88 (L1+AM), già gravemente danneggiato, fu intercettato da uno Spitfire in volo sul canale della Manica, e che il pilota della Royal Air Force non aprì il fuoco ma volò invece a fianco del bombardiere danneggiato finché non fu in vista la costa francese, salutò militarmente e se ne andò via. Lo storico Christer Bergström ha suggerito che questo pilota potrebbe essere stato il pilot officer Richard Hardy del No.234 RAF Squadron.
Mentre la battaglia d'Inghilterra continuava, lo LG 1 passò alle missioni di bombardamento notturno contro impianti industriali. Il 6 ottobre 1940 fu insignito della Coppa d'onore della Luftwaffe, e il 24 novembre, dopo aver compiuto 75 missioni di combattimento, venne insignito della Croce di Cavaliere della Croce di Ferro.
Verso la metà del gennaio 1941 la II Gruppe si trasferì in Sicilia, per attaccare obiettivi a Malta, e navi nemiche in navigazione nel Mediterraneo.  In una di queste missioni, il 16 dello stesso mese, i suoi aerei danneggiarono la portaerei Illustrious mentre era attraccata a Grand Harbour per effettuare alcune riparazioni. Poco tempo dopo, nei primi giorni del mese di aprile, la II Gruppe fu trasferita in Bulgaria per la preparazione dell'operazione Marita, cioè l'invasione della Grecia e della Jugoslavia, da dove iniziò ad effettuare missioni antinave nei pressi della Grecia meridionale e di Creta, effettuando anche occasionali bombardamenti contro obiettivi terrestri. Due settimane dopo, il 21 aprile, il II./LG 1 danneggiò la petroliera SS British Lord a sud di Creta, e attaccò senza successo un convoglio britannico vicino all'isola di Malta nel corso dell'operazione Tiger l'11 maggio.
L'unità si trasferì ad Atene il 16 maggio in preparazione dell'operazione Merkur, cioè l'invasione dell'isola di Creta, continuando ad effettuare missioni di interdizione alla navigazione nelle acque greche. Secondo gli autori Christopher Shores, Brian Cull e Nicola Malizia, potrebbe essere stato lui avere danneggiato la nave da battaglia Barham il 27 maggio, mentre gli inglesi stavano evacuando l'isola.
Il II./LG 1, riequipaggiato con gli Ju 88A-11, rimase operativo nel teatro del Mediterraneo per il resto dell'anno, attaccando obiettivi in Palestina Egitto e Libia, comprese missioni notturne a lungo raggio che prevedevano il lancio di mine nelle acque del canale di Suez e di vari porti.
Il 5 novembre fu promosso Gruppenkommandeur (comandante di gruppo) del I./LG 1, che passò per breve tempo sotto il comando di Fliegerführer Afrika, e il 21 novembre insieme al III./LG 1 operò in sostegno delle forze terrestri tedesche nel corso dell'operazione Crusader, compiendo ininterrottamente missioni per cinque giorni. Il 3 e 4 dicembre comandò la I/LG.1 durante operazioni contro la linea ferroviaria Sidi el Barrani- Alessandria d'Egitto, e il 10 dicembre nelle operazioni di interdizione contro il esercito inglese a sud di Tobruk. Successivamente effettuò lanci di mine al largo della costa della Libia. Il 16 gennaio 1942 fu insignito della Foglie di quercia sulla Croce di Cavaliere della Croce di Ferro, per aver sostenuto 210 missioni di combattimento.
Mentre l'11 maggio gli Ju 88 del I./LG 1 erano di pattuglia a circa 100 chilometri (62 miglia) a sud di Creta, avvistarono quattro cacciatorpediniere britannici, Jervis, Kipling, Jackal e Lively, appartenenti a una formazione navale al comando del captain Allan L. Poland.  La prima ondata, formata da 14 Ju 88, attaccò i cacciatorpediniere nel tardo pomeriggio, affondò il Lively e immobilizzò il Jackal. Una seconda ondata non riuscì a trovare i bersagli, ma la terza, formata da sette Ju 88, e da lui condotta, attaccò i cacciatorpediniere con il sole che tramontava dietro di loro. Il suo aereo colpì ed affondò il Kipling, mentre il Jackal, gravemente danneggiato, dovette essere successivamente auto-affondato. L'attacco ebbe successo nonostante la presenza in zona dei caccia Bristol Beaufighter dal No.272 RAF Squadron. Nel mese di giugno un reparto di commando inglesi attaccò il campo d'aviazione di Heraklion, a Creta, distruggendo sette Ju 88 della I/LG.1. A partire dal gennaio 1942 il suo reparto operò nel teatro del Mediterraneo, in appoggio all'armata italo-tedesca del generale Erwin Rommel, che stava riconquistando la Cirenaica. Il 13 agosto operò nel contrasto all'operazione Pedestal, e il giorno 13 affondò il mercantile Glenorchy da 8.982 tonnellate. Promosso major, il 28 settembre 1942 gli fu assegnata la 20ª Croce di Cavaliere della Croce di Ferro con foglie di quercia e spade. A partire dall'8 novembre partecipòe alle operazioni di contrasto all'operazione Torch, affondando al largo della costa algerina il mercantile statunitense USS Leedstown da 10.000 tonnellate carico di munizioni, e successivamente nella rada di Bougie il Karanja e il Glenfinlas.
Nel gennaio 1943, con all'attivo 180.000 tonnellate di naviglio nemico affondato, fu trasferito nello Stato maggiore del General der Kampfflieger (comandante dei bombardieri) Dietrich Peltz, rilevandolo nell'incarico nel marzo del 1943, quando venne promosso oberstleutnant. Dopo numerose difficoltà e scontri con i suoi superiori, inclusi i feldmarescialli von Richthofen e Kesselring, fu sostituito dall'oberst Walter Marienfeld e rientrò in servizio nello LG 1, per decisione del comandante supremo della Luftwaffe, Reichsmarschall Hermann Göring, con il grado di Geschwaderkommodore (comandante di stormo) il 14 agosto. Dopo l'armistizio dell'8 settembre 1943, con il quale il Regno d'Italia uscì dal conflitto, il suo reparto operò nel Dodecanneso durante la riconquista dell'isola di Lero.
Quando il suo Geschwader fu trasferito in Italia per operare contro le teste di ponte alleate ad Anzio e Nettuno in seguito all'operazione Shingle avvenuta il 22 gennaio 1944, egli fu nominato comandante di tutte le unità di bombardieri operanti in Italia. Nella notte del 23-24 gennaio i suoi aerei affondarono il cacciatorpediniere Janus con un siluro e danneggiarono gravemente il Jervis mediante un missile aria-superficie Henschel Hs 293, al costo di 11 aerei distrutti. Tra il 12 e il 13 maggio 1944 gli aerei dello LG 1, uniti a quelli dello LG 2 e del Kriegsgeschwader, tutti sotto i suoi ordini, attaccarono i campi d'aviazione di Borgo Poretta, vicino a Bastia, e di Alesani, tutti e due in Corsica. Il successo fu straordinario, giunti da Genova volando a bassa quota, tra i 100 e 150 m, i 53 Ju 88 devastarono i due aeroporti, distruggendo o danneggiando gravemente più di un centinaio di bombardieri, tra cui 60 del solo 340th Bombardment Group, oltre a depositi di carburante, materiale bellico, e causando la perdita di molte vite umane.
Il 6 giugno del 1944 allo LG 1 fu ordinato di trasferirsi da Pordenone in Belgio per operare contro le forze alleate durante l'Operazione Overlord. Pospose la partenza del suo reparto, tanto che fu sottoposto a corte marziale per aver disobbedito agli ordini, ma egli dimostrò che così aveva salvato il suo reparto da distruzione certa. Lo stormo si trasferì successivamente in Belgio senza aver perduto nessun aereo. Promosso da Göring a oberst,  a partire dal 10 settembre, costituì un gruppo da combattimento misto, formato da bombardieri Ju.88, cacciabombardieri Ju 87 Stuka, e aerei da ricognizione,  destinato alle missioni di supporto alle forze terrestri che cercavano di contrastare l'avanzata degli Alleati verso la Germania. Visitando per la prima volta l'unità di Stuka di stanza nell'aeroporto di Vogelsang, rimase gravemente ferito al volto durante un attacco portato da velivoli alleati, e a causa delle ferite riportate dovette rinunciare al comando della sua unità. 
Nelle ultime settimane della guerra in Europa assunse il comando di una unità da combattimento speciale operante sul fronte orientale, formata da elementi del Lehrgeschwader 1 e del Kampfgeschwader 200, con cui si distinse nei bombardamento dei ponti sul fiume Oder. Il 30 aprile 1945 il comandante della 4ª Divisione aerea, generalmajor Franz Reuß, gli chiese di organizzare una speciale missione, in quanto con nove Fieseler Fi 156 Storch avrebbe dovuto raggiungere Berlino per evacuare via aerea il Führer, Eva Braun, a tutta la famiglia del ministro Goebbels. Senza alcun ordine superiore partì con gli aerei alle 24:02, e raggiunse Berlino per atterrare nel piazzale della Stazione di Berlino-Wannsee, ma a causa dell'intensissimo fuoco contraereo sovietico dovette rinunciare, e ritornò indietro. Il 4 maggio eseguì un'ultima missione di collegamento con un Fi 156, raggiungendo la Cecoslovacchia per recare ordini segretissimi, e poi si arrese alle forze americane l'8 maggio. Fatto prigioniero di guerra venne rinchiuso a Camp Senne per essere interrogato, ma riuscì ad evadere il giorno dopo nascondendosi nel territorio della Germania occidentale.
Ritornato alla vita civile, divenne il direttore della fabbrica di birra Schultheiss a Berlino. 
Si spense a Malente il 5 ottobre 1985, a seguito di un incidente automobilistico mentre si trovava in vacanza in Spagna.

### Annotazioni
1. ↑  Anche se sulla Dronning Maud  sventolava la bandiera della Croce Rossa, e teloni con il suo simbolo erano stati distesi sul ponte, essa non era dipinta di bianco come le navi ospedale, e tale status non era stato notificato ai tedeschi così come richiesto dalla convenzione di Ginevra.
2. ↑  Secondo l'autore E.R. Hooton i bombardieri tedeschi distrussero 23 aerei e danneggiarono altri 90.

### Fonti
1. ↑  Kurowski 2004, p. 1.
2. ↑  Kurowski 2004, p. 37.
3. 1 2 3  Kurowski 2004, p. 2.
4. 1 2 3 4  Lexikon der Wehrmacht.
5. ↑  Kurowski 2004, p. 3.
6. ↑  Thomas 1997, p. 265.
7. 1 2  Kurowski 2004, p. 5.
8. ↑  De Zeng, Stankey, Creek 2007, p. 359.
9. 1 2  Hafsten, Ulf Larsstuvold, Stenersen 1991, p. 43.
10. ↑  Kurowski 2004, p. 6.
11. 1 2 3  Berger 1999, p. 120.
12. ↑  Kurowski 2004, p. 7.
13. ↑  Taghon 2004a, p. 95.
14. 1 2 3  Kurowski 2004, p. 8.
15. ↑  Stockert 1996, p. 326.
16. ↑  Kurowski 2004, p. 9.
17. ↑  Taghon 2004a, pp. 124-126.
18. ↑  Taghon 2004a, pp. 124-125.
19. ↑  Bergström 2015, p. 128.
20. 1 2  Kurowski 2004, p. 10.
21. ↑  Traces of War.
22. 1 2  Kurowski 2004, p. 15.
23. ↑  De Zeng, Stankey, Creek 2007, p. 360.
24. ↑  Taghon 2004a, p. 223.
25. 1 2 3 4  De Zeng, Stankey, Creek 2007, p. 361.
26. ↑  Kurowski 2004, p. 17.
27. ↑  Shores, Cull, Malizia 1987, p. 386.
28. ↑  Kurowski 2004, p. 20.
29. ↑  De Zeng, Stankey, Creek 2007, pp. 364-365.
30. 1 2 3 4 5  Scherzer 2007, p. 378.
31. ↑  Kurowski 2004, p. 21.
32. 1 2  Kurowski 2004, p. 22.
33. ↑  Goss 2007, p. 102.
34. ↑  Kurowski 2004, p. 24.
35. ↑  Kurowski 2004, p. 25.
36. ↑  Kurowski 2004, p. 29.
37. 1 2  Kurowski 2004, p. 32.
38. ↑  Kurowski 2004, p. 33.
39. ↑  Taghon 2004b, p. 231.
40. 1 2  Kurowski 2004, p. 36.
41. ↑  Taghon 2004b, pp. 286-288.
42. ↑  Ferrara 2011, p. 36.
43. 1 2  Ferrara 2011, p. 37.
44. ↑  Ferrara 2011, p. 38.
45. 1 2 3  Kurowski 2004, p. 38.
46. 1 2 3  Kurowski 2004, p. 39.
47. 1 2 3 4  Kurowski 2004, p. 40.
48. ↑  Berger 1999, p. 121.
49. 1 2  McLean 2007, p. 229.